# Lo Sulci
I Lo Sulci sono una struttura geologica della superficie di Tritone.